# Golf van Arica
De Golf van Arica is een oceaanbekken van de Grote Oceaan aan de kust van Chili en Peru. De Chileense regio's met een kust aan de golf zijn Arica y Parinacota en Tarapacá en de Peruaanse regio's zijn Tacna en Moquegua. De golf omvat de baaien van de steden Iquique, Arica en Ilo.
De golf ligt in de mariene ecoregio Humboldtstroom.